# Armoiries des Îles Salomon
 (juin 2021).
Si vous disposez d'ouvrages ou d'articles de référence ou si vous connaissez des sites web de qualité traitant du thème abordé ici, merci de compléter l'article en donnant les références utiles à sa vérifiabilité et en les liant à la section « Notes et références ».

Armoiries des Îles Salomon

Les armoiries des îles Salomon, créées lors de l'indépendance du pays, sont composées d'un champ supérieur d'azur, sur lequel reposent deux oiseaux en vol, et un faucon au centre. Le champ inférieur est divisé en quatre par une croix verte de Saint-André. Le centre occupe une panoplie d'arcs, de flèches et de lances. Deux tortues apparaissent sur les côtés. Le tout est surmonté d'un heaume d'argent et d'azur. Un bateau et un soleil rouge couronnent le heaume. Les tenants du blason sont : à gauche, un crocodile, et à droite un requin. Sous le blason, sur un parchemin, on peut lire la devise « To lead is to serve ».

Armoiries du gouverneur général des îles Salomon